# Section de l'Indivisibilité
La section de l’Indivisibilité était, sous la Révolution française, une section révolutionnaire parisienne.

## Représentants
Elle était représentée à la Commune de Paris par :
- Lucien Levasseur, né en 1755, négociant, demeurant 125 ou 127 rue Saint-Antoine[3]. Assesseur du juge de paix de sa section en 1791, notable au Conseil général de la Commune en février 1792, puis officier municipal et administrateur des travaux publics.
- Pierre Rémy, né à Chaumont (Haute-Marne) en 1749, tabletier demeurant 15 rue Saint-Louis. Administrateur de police, il est guillotiné le 11 thermidor an II (29 juillet 1794),
- Jean-Baptiste Vincent, né à Moustier-Saint-Jean (Côte-d'Or) en 1758 ou 1759, entrepreneur de bâtiments, demeurant 5 rue des Tournelles puis rue de Cléry. Le 19 avril 1793 il est dénoncé par Tison, le concierge du Temple, comme ayant des sympathies pour la famille royale et rayé comme commissaire au Temple. Impliqué ensuite dans la conspiration de l'œillet, il est acquitté par le Tribunal révolutionnaire mais finira guillotiné le 11 thermidor an II.

## Historique
Cette section s’appela « section de la Place-Royale » jusqu’en août 1792. Elle devint « section des Fédérés » et prit le nom de « section de l’Indivisibilité » en juillet 1793.

## Territoire
Le nord du Marais et la place des Vosges.

## Limites
La rue du Temple et celle des Filles-du-Calvaire, à droite, à prendre de la rue des Francs-Bourgeois jusqu’au boulevard ; le boulevard à droite, depuis la rue des Filles-du-Calvaire, jusqu’à la porte Saint-Antoine ; la rue Saint-Antoine à droite, depuis la porte Saint-Antoine jusqu’à la rue de la Culture-Sainte-Catherine ; la rue de la Culture-Sainte-Catherine à droite, jusqu’à la rue Neuve-Sainte-Catherine ; la rue Neuve-Sainte-Catherine et des Francs-Bourgeois à droite, à prendre de la rue de la Culture-Sainte-Catherine jusqu’à la rue du Temple.

## Intérieur
Les rues de l’Oseille, du Pont-aux-Choux, Saint-Louis, de l'Égout, Royale, place Royale ; les rues Guémenée, des Tournelles, Jean-Beau-Sire, de la Mule, du Foin, des Minimes, Neuve-Saint-Gilles, Saint-Gilles, des Douze-Portes, du Harlay, Saint-Claude, Saint-François, du Roi-Doré, Saint-Gervais, Sainte-Anastase, des Coutures-Saint-Gervais, de la Perle, Barbette, du Parc-Royal, Payenne, des Trois-Pavillons, de Thorigny, etc., et généralement tous les rues, culs-de-sac, places, etc., enclavés dans cette limite.

## Local
La section de l’Indivisibilité se réunissait dans la chapelle du couvent des Minimes, situé 12 rue de Béarn ; chapelle dont on peut voir quelques vestiges dans la façade de la caserne qui l'a remplacée.

## Population
11 840 habitants, dont 1 170 ouvriers et 955 économiquement faibles. La section comprenait 1 900 citoyens actifs.

## 9 Thermidor an II
Lors de la chute de Robespierre, le 9 thermidor an II (27 juillet 1794), la section de l’Indivisibilité resta fidèle à la Convention nationale, mais ses trois représentants à la Commune de Paris lui prêtèrent serment et furent guillotinés le 11 thermidor an II (29 juillet 1794).

## Évolution
Après le regroupement par quatre des sections révolutionnaires par la loi du  19 vendémiaire an IV (11 octobre 1795)  qui porte création de 12 arrondissements, la présente section est maintenue comme subdivision administrative, puis devient, par arrêté préfectoral du 10 mai 1811, le quartier du Marais (8e arrondissement de Paris),.